# Issaka Daboré
Issaka Daboré (1940 – Niamey, 25 dicembre 2021) è stato un pugile nigerino.
È stato il primo vincitore di una medaglia olimpica nella storia del suo paese.

## Carriera pugilistica
Ha partecipato a tre edizioni dei Giochi Olimpici. A Tokyo 1964 gareggiò nella categoria dei Pesi welter: superati i primi due turni, fu sconfitto nei quarti di finale dal finlandese Pertti Purhonen. Passato ai welter junior, a Città del Messico 1968 raggiunse nuovamente il terzo turno, dove fu eliminato dal sovietico Evgenij Frolov. A Monaco di Baviera 1972, alla sua terza partecipazione ai Giochi, fu portabandiera per il suo paese. Questa volta raggiunse la semifinale dove fu sconfitto dal bulgaro Angel Angelov, ma la medaglia di bronzo che conquistò fu la prima e, fino a oggi, l'unica medaglia olimpica vinta dal Niger.